# Gilbert Gérintès
Pas d'image ? Cliquez ici

a Compétitions nationales et continentales officielles uniquement.

b Matchs officiels uniquement.
Gilbert Gérintès, né le 16 août 1902 à Saint-Étienne et mort le 15 mai 1968 au Mexique, est un joueur international français de rugby à XV évoluant au poste de troisième ligne aile. 

## Biographie
Ingénieur des Arts et Métiers (Cluny, 1918), Gilbert Gérintès joue au poste de troisième ligne aile pour le CASG Paris. Il est également sélectionné à cinq reprises en équipe de France. Il dispute trois test matchs entre 1924 et 1926, ainsi que deux matchs du Tournoi des Cinq Nations en 1925 et 1926. Gilbert Gérintès est sélectionné en équipe de France olympique lors des Jeux olympiques d'été de 1924, jouant un match contre la Roumanie.